# Isidoro Rosell y Torres
Isidoro Rosell y Torres (1845 - 1879) fue un grabador español.

## Biografía
Ayudante del Cuerpo de Archiveros, Bibliotecarios y Arqueólogos. Fue jefe de la Sección de Estampas de la Biblioteca Nacional de Madrid y, poco antes de su prematura muerte a los treinta y cuatro años, terminó de elaborar los volúmenes de "Índices generales" de la Biblioteca de Autores Españoles del editor Manuel Rivadeneyra. En apenas once años catalogó y organizó meticulosamente toda la colección de estampas de la Real Biblioteca, además de la colección del iconógrafo español Valentín Carderera y Solano comprada por la Nacional, e intercambió ventajosamente los duplicados para enriquecer los fondos, incorporando a los mismos, además, con gran visión de futuro, fotografías y obras de Leonardo Alenza. Su Noticia del plan general de clasificación adoptado en la Sala de Estampas es un trabajo más que metódico y lo precede un ejemplar "Ligero resumen de la historia del grabado". También publicó numerosos artículos que comentaban las obras más importantes de la colección.

## Obras
- Noticia del plan general de clasificación adoptado en la Sala de Estampas de la Biblioteca Nacional y breve catálogo de la colección. Precede un ligero resumen de historia del grabado. Madrid, 1873.